# Прекодунавска Мађарска
Прекодунавска Мађарска (мађ. Dunántúl), односно Задунавска Мађарска или Западна Мађарска, је једна од три мађарске статистичке регије по НУТСовој подели. Прекодунавска регија је од друге две регије највећим делом одељена реком Дунавом, па одатле и потиче и њено име, гледано из угла Будимпеште.

## Историја
У античко доба, на простору данашње западне Мађарске су живела панонска племена, која су у 1. веку нове ере покорили Римљани, створивши провинцију Панонију. Током 4. и 5. века, ова област је била често пустошена од стране варварских народа, а у 6. веку је потпаа под власт Авара. Тада се на просторима данашње разорене римске провинције Паноније настањује словенско становништво, које је познато под именом Панонских Словена. Средином 9. века, на тим просторима је постојала и посебна словенска држава - Балатонска кнежевина. Крајем 9. века, започиње мађарско освајање ових области, које су укључене у састав мађарске државе, односно потоње Краљевине Угарске. Данашњи просторни опсег ове области је дефинисан након 1918. године, када су повучене нове границе према суседним државама.

## Административна подела
Ова регија заузима западни део Мађарске и има три мање регионалне јединице:
- Јужна прекодунавска регија
- Централна прекодунавска регија
- Западна прекодунавска регија

## Водене површине у регији

### Језера
- Балатон
- Веленце
- Нежидер

### Реке
- Дунав
- Драва
- Мура
- Раба
- Зала